# Burg Lievendahl
Die Burg Lievendahl, auch Burg Lievendal, ist eine abgegangene Burg in Grevenbroich-Wevelinghoven  im Rhein-Kreis Neuss in Nordrhein-Westfalen.
Die Burg ist bereits im 11. Jahrhundert bezeugt. Reste davon waren noch auf einer Karte von 1648 dargestellt.
Die Herren von Lievendahl waren hier zwischen dem 13. und der ersten Hälfte des 15. Jahrhunderts  ansässig. Der Kölner Erzbischof Friedrich III. belehnte 1396 den Ritter Hermann von Lievendal. Sie veräußerten 1428 ihren Besitz an die Herren von Wevelinghoven.
Eine bildliche Darstellung befindet sich heute im Besitz der Grafen von Bentheim auf Schloss Hohenlimburg; das Gemälde ist auf einer Hinweistafel vor Ort abgebildet.

## Galerie

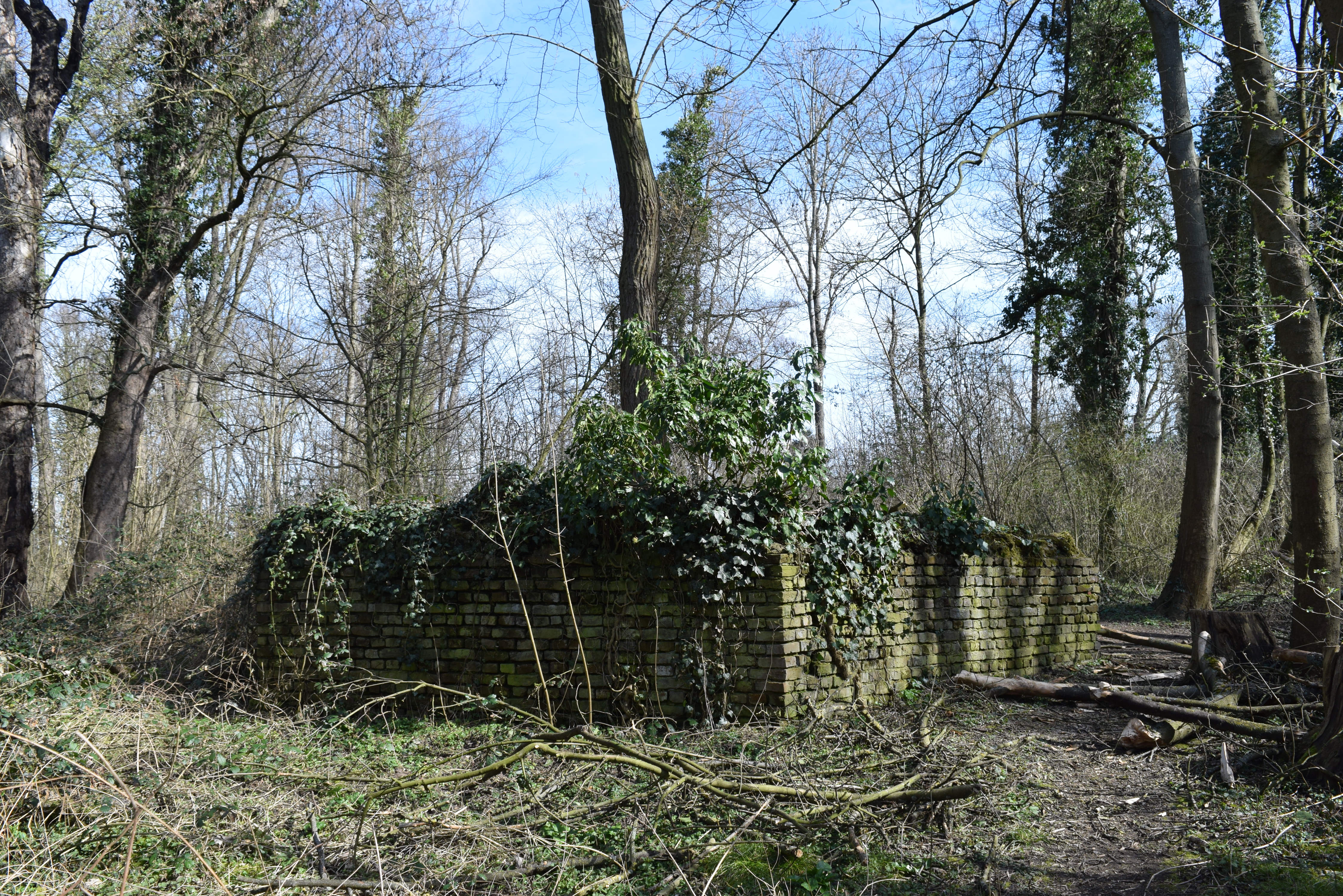
Mauerreste, die der Burg Lievendahl zugeordnet werden und sich an ihrer wahrscheinlichen Stelle befinden
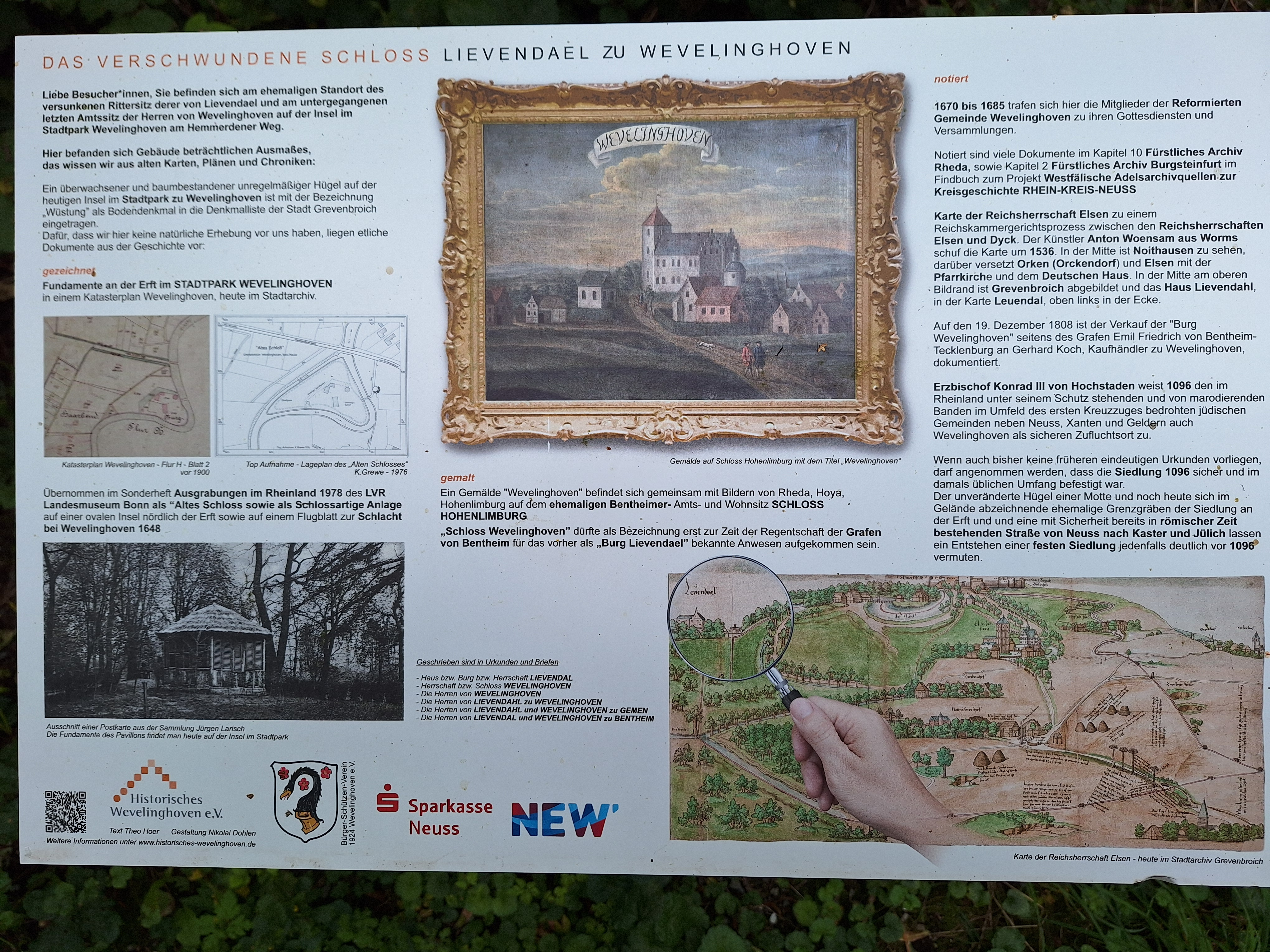
Hinweistafel zum Burgstall Lievendahl
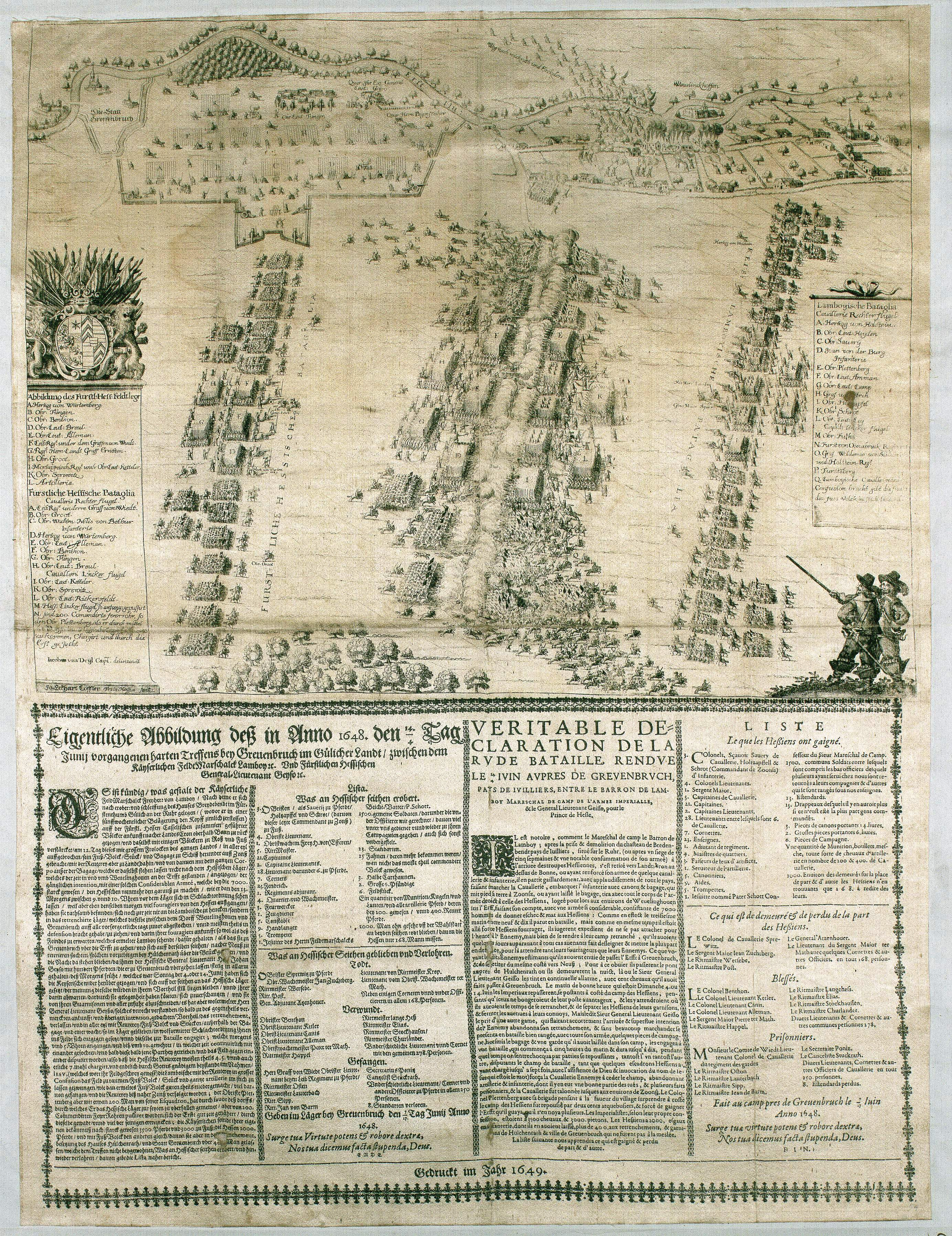
Schlacht bei Wevelinghoven, Darstellung von 1649